# Only You (And You Alone)
Only You (And You Alone) (spesso semplicemente chiamata Only You) è un brano musicale composto da Buck Ram e Ande Rand. La registrazione più celebre è senz'altro quella dei The Platters del 1955, pubblicata nel singolo Only You (And You Alone)/Bark, Battle And Ball dalla Mercury Records.
La prima incisione del brano del 1954 dei Platters per la loro precedente etichetta, la Federal Records non venne pubblicata; solo quando la sua seconda edizione, arrangiata da Ernie Freeman e pubblicata  dalla Mercury il 3 luglio 1955 sorprendentemente diventò una hit, allora la vecchia etichetta la pubblicò. Il brano mantenne la vetta della classifica US R&B per sette settimane, arrivando anche alla quinta posizione della Pop Chart, dove rimase in classifica per 30 settimane, battendo la cover registrata dai The Hilltoppers. Il brano, insieme a The Great Pretender, fu inserito l'anno successivo nel film musicale Senza tregua il rock'n roll (Rock Around the Clock) che, proiettato nelle sale di tutto il mondo, diede il via al successo dei Platters anche in Italia, dove raggiunse il primo posto nella classifica dei dischi più venduti nel 1957 ed in Francia per 13 settimane.

## Altre versioni
Nel 1974 anche Ringo Starr registrò una versione di Only You per l'album Goodnight Vienna, ed il singolo arrivò alla posizione numero uno della classifica "US Adult Contemporary" nel 1975. Nel 1998 nella Anthology Box Set apparve una versione di Only You, con la guida vocale di John Lennon. Anche Bobby Hatfiel dei The Righteous Brothers ne registrò una versione nel 1969.
Quando la canzone The Great Pretender (che alla fine superò il successo di Only You) venne lanciata in Europa, come primo singolo dei Platters, nel disco fu incluso come lato B proprio Only You.
I cantanti country Reba McEntire, Travis Tritt e Doug Stone registrarono una propria cover, rispettivamente, nel 1982, 1995 e 2006.
Nel 1994 è stata eseguita all'interno della trasmissione televisiva Non è la RAI dalla cantante Stefania Del prete e interpretata sul palco da Antonella Mosetti, successivamente inserita nella compilation Non è la Rai estate.
Nel 2010, infine, anche i Train ne registrarono una cover.
Alla fine del videogioco Batman: Arkham City si può ascoltare la canzone "Only You" cantata a cappella dal Joker durante i riconoscimenti.
Nel videogioco Far Cry 5 può essere ascoltata quando Jacob Seed usa il carillon del controllo mentale o nel “Good Ending” quando lo sceriffo Whitehorse accende la radio.

## Apparizioni al cinema
- 1973 - American Graffiti
- 1989 - La guerra dei Roses
- 1990 - Mr. Destiny
- 1990 - Le comiche
- 1993 - Mia moglie è una pazza assassina?
- 1993 - Hot Shots!
- 1995 - Sgt. Bilko
- 2007 - Alvin and the Chipmunks
- 2024 - Deadpool & Wolverine